# Philodendron solimoesense
Philodendron solimoesense là một loài thực vật có hoa trong họ Ráy (Araceae). Loài này được A.C.Sm. miêu tả khoa học đầu tiên năm 1939.